# كاثرين برانسون
كاثرين برانسون (بالإنجليزية: Catherine Margaret Branson)‏ هي موظفة مدنية وقاضية وأستاذة جامعية ومحامية أسترالية، ولدت في 2 مايو 1948 في Terowie, South Australia ‏ في أستراليا.